# Озерки (муниципальное образование город Новомосковск)
Озерки — деревня в Тульской области России.
В рамках административно-территориального устройства является центром Озерковского сельского округа Новомосковского района, в рамках организации местного самоуправления включается в муниципальное образование город Новомосковск со статусом городского округа.

## География
Расположена на реке Белоколодезь, в 18 к северо-востоку от райцентра, города Новомосковска.

## Население
| 2002 | 2010 |
| ---- | ---- |
| 338  | ↘300 |

## История
Административно-территориальная принадлежность 
- 14 января 1929 — 31 декабря 1930 года — деревня Лунинского сельсовета Михайловского района Центрально-Промышленной (до 3 июня 1929 года) и Московской (с 3 июня 1929 года) области РСФСР СССР.
- 31 декабря 1930 — 26 сентября 1937 года, 20 декабря 1942 — 23 марта 1946 года — деревня Лунинского сельсовета Кимовского района Московской области РСФСР СССР.
- 26 сентября 1937 — 20 декабря 1942 года — деревня Лунинского сельсовета Кимовского района Тульской области РСФСР СССР.
- 23 марта 1946 — 27 марта 1957 года — деревня Лунинского сельсовета Гремячевского района Московской области РСФСР СССР.
- 27 марта 1957 — 1 августа 1958 года — деревня Лунинского сельсовета Гремячевского района Тульской области РСФСР СССР.
- 1 августа 1958 — 13 ноября 1961 года — деревня Лунинского сельсовета Сталиногорского района Тульской области РСФСР СССР.
- 13 ноября 1961 — 1 февраля 1963 года — деревня Лунинского сельсовета Новомосковского района Тульской области РСФСР СССР.
- 1 февраля 1963 — 12 января 1965 года — деревня Лунинского сельсовета Новомосковского сельского района Тульской области РСФСР СССР.
- 12 января 1965 — 14 декабря 1984 года — деревня Лунинского (до 6 июля 1965 года) и Ольховецкого (с 6 июля 1965 года) сельсоветов Новомосковского района Тульской области РСФСР СССР.
- 14 декабря 1984 — 26 декабря 1991 года — деревня Озерковского сельсовета Новомосковского района Тульской области РСФСР СССР.
- 26 декабря 1991 — 22 февраля 1994 года — деревня Озерковского сельсовета Новомосковского района Тульской области РФ.
- С 22 февраля 1994 года по настоящее время — деревня Озерковского сельского округа Новомосковского района Тульской области РФ.